# Chabowo
Chabowo (niem. Alt Falkenberg, nazwa przejściowa – Szymanów, Sokolice Stare) – wieś w Polsce położona w województwie zachodniopomorskim, w powiecie pyrzyckim, w gminie Bielice.
W latach 1954–1959 wieś należała i była siedzibą władz gromady Chabowo, po jej zniesieniu w gromadzie Bielice. W latach 1975–1998 miejscowość administracyjnie należała do województwa szczecińskiego.